# Moodyz
Moodyz (jap. ムーディーズ, zapis stylizowany MOODYZ) – jedna z największych japońskich firm produkujących filmy dla dorosłych. Wraz z S1 jest przodującym producentem grupy WILL Co., Ltd..

## Historia
Strona internetowa MOODYZ, www.moodyz.com, została uruchomiona w marcu 2000 roku. Pierwszym jej filmem był „Chaos-色情四姉妹-” wydany we wrześniu 2000 roku, w którym popularne aktorki tamtych czasów, w tym Fumiko Kanazawa i Manami Suzuki, wystąpiły w swoim pierwszym niezależnym filmie.
W październiku 2002 roku firma nabrała rozpędu po ukazaniu się debiutanckiego filmu „Number.1!” z An Nanbą, która podpisała kontrakt na wyłączność z MOODYZ.
Z okazji piątej rocznicy MOODYZ, ukazał się film „エロスの王宮” wydany we wrześniu 2005 roku, wyreżyserowany przez KINGDOM, z Chihiro Harą, Azusą Ayano, Jun Seto, Miką Komori, Shuri Himesaki i Yuną Takizawą w rolach głównych, a dzięki rozbudowanej scenografii i rekwizytom był jedną z najdroższych produkcji AV w historii.
W 2020 roku MOODYZ wydało 500 filmów, a 2023 roku wydało ich 562.
MOODYZ od zawsze stara się tworzyć różnorodne filmy, wykorzystując szeroką gamę postaci, od ekskluzywnych aktorek solowych po aktorki projektowe, od lolitek po zamężne kobiety, a czasem filmując specjalne projekty fetyszowe.

## Główne oznaczenia

### Obecne
- DIVA→MOODYZ DIVA
- BEST→MOODYZ Best
- MOODYZ Fresh
- みんなのキカタン
- MOODYZ VR
- REAL→MOODYZ REAL
- まんきつ

### Byłe
- acid
- Gati
- VALUE
- Q